# ليف هولمغرين
ليف هولمغرين (بالسويدية: Leif Holmgren)‏ هو لاعب هوكي الجليد سويدي، ولد في 25 مايو 1953 في كيرونا في السويد.

## وصلات خارجية
- ليف هولمغرين على موقع EliteProspects.com (الإنجليزية)
- ليف هولمغرين على موقع Eurohockey.com (الإنجليزية)
- ليف هولمغرين على موقع HockeyDB.com (الإنجليزية)
- ليف هولمغرين على موقع أوليمبيديا (الإنجليزية)
- ليف هولمغرين على موقع اللجنة الأولمبية السويدية (السويدية)